# Campeonato Mundial de Atletismo Júnior de 2014 - 3000 m com obstáculos feminino
A prova dos 3000 metros com obstáculos feminino do Campeonato Mundial de Atletismo Júnior de 2014 ocorreu entre os dias 24 e 26 de julho em Eugene, nos Estados Unidos. 

## Recordes
Antes desta competição, os recordes mundiais e do campeonato nesta prova eram os seguintes:
|     | Nome                     | Nacionalidade | Tempo   | Local     | Data                |
| --- | ------------------------ | ------------- | ------- | --------- | ------------------- |
| WJR | Birtukan Adamu           | Etiópia       | 9:20.37 | Roma      | 26 de maio de 2011  |
| CR  | Christine Kambua Muyanga | Quênia        | 9:31.35 | Bydgoszcz | 10 de julho de 2008 |

## Medalhistas
| Ouro             | Prata                       | Bronze               |
| Ruth Jebet (BHR) | Rosefline Chepngetich (KEN) | Daisy Jepkemei (KEN) |

## Cronograma
Todos os horários são locais (UTC-7).
| Data        | Hora  | Evento        |
| ----------- | ----- | ------------- |
| 24 de julho | 10:05 | Eliminatórias |
| 26 de julho | 16:55 | Final         |

## Resultados

### Eliminatórias
Qualificação: Os 5 primeiros de cada bateria (Q) e os 5 tempos mais rápidos (q). 
Bateria 1
| Posição | Atleta            | Nacionalidade  | Tempo    | Notas           |
| ------- | ----------------- | -------------- | -------- | --------------- |
| 1       | Weynshet Ansa     | Etiópia        | 9:56.06' | Q,              |
| 2       | Daisy Jepkemei    | Quênia         | 9:56.07  | Q               |
| 3       | Ruth Jebet        | Bahrein        | 9:56.08  | Q               |
| 4       | Rosa Flanagan     | Nova Zelândia  | 10:09.43 | Q               |
| 5       | Amy Eloise Neale  | Reino Unido    | 10:17.88 | Q               |
| 6       | Ronja Bohrer      | Alemanha       | 10:25.43 |                 |
| 7       | Ekin Esra Kalir   | Turquia        | 10:25.43 | Recorde pessoal |
| 8       | Hadjer Soukhal    | Argélia        | 10:30.91 | NJR             |
| 9       | Regan Yee         | Canadá         | 10:32.04 | Recorde pessoal |
| 10      | Charlotte Sijmens | Bélgica        | 10:32.91 |                 |
| 11      | Elena Craciun     | Roménia        | 10:33.02 | Recorde pessoal |
| 12      | Lucy Basilio      | Peru           | 10:39.76 |                 |
| 13      | Alisa Vaino       | Finlândia      | 10:40.08 |                 |
| 14      | Hope Schmelzle    | Estados Unidos | 10:41.38 |                 |
| 15      | Carolina Lozano   | Argentina      | 10:49.41 |                 |
| 16      | Barblin Remund    | Suíça          | 10:54.47 |                 |
| 17      | Marta Bote        | Espanha        | 10:58.33 |                 |
| -       | Anezka Drahotova  | Chéquia        | DNS      |                 |
| -       | Kate Spencer      | Austrália      | DNS      |                 |

Bateria 2
| Posição | Atleta                | Nacionalidade  | Tempo    | Notas           |
| ------- | --------------------- | -------------- | -------- | --------------- |
| 1       | Rosefline Chepngetich | Quênia         | 9:52.63  | Q               |
| 2       | Buzuayehu Mohamed     | Etiópia        | 9:52.97  | Q               |
| 3       | Zulema Arenas         | Peru           | 9:54.12  | Q, SJA          |
| 4       | Rosemary Mumo Katua   | Bahrein        | 10:07.18 | Q,              |
| 5       | Minttu Hukka          | Finlândia      | 10:08.02 | Q               |
| 6       | Elinor Purrier        | Estados Unidos | 10:08.33 | q,              |
| 7       | Emma Oudiou           | França         | 10:12.69 | q, NJR          |
| 8       | Tina Donder           | Alemanha       | 10:14.51 | q,              |
| 9       | Paula Gil             | Espanha        | 10:17.17 | q,              |
| 10      | Stella Radford        | Austrália      | 10:19.29 | q,              |
| 11      | Mihaela Petrea        | Roménia        | 10:19.79 | Recorde pessoal |
| 12      | Yevheniia Prokofieva  | Ucrânia        | 10:25.60 | Recorde pessoal |
| 13      | Sumeyye Erol          | Turquia        | 10:33.37 |                 |
| 14      | Jessy Lacourse        | Canadá         | 10:37.13 | Recorde pessoal |
| 15      | Carolina Johnson      | Suécia         | 10:40.68 |                 |
| 16      | Anne Serine Rossland  | Noruega        | 10:42.56 | Recorde pessoal |
| 17      | Julia Millonig        | Áustria        | 10:42.95 |                 |
| 18      | Katie Ingle           | Reino Unido    | 10:43.03 |                 |
| 19      | Kristina Bozic        | Croácia        | 11:03.73 |                 |
| 20      | Chiara Scherrer       | Suíça          | 11:05.00 |                 |

### Final
A prova final foi realizada no dia 26 de julho às 16.55. 
| Posição           | Atleta                | Nacionalidade  | Tempo    | Notas                |
| ----------------- | --------------------- | -------------- | -------- | -------------------- |
| Medalha de ouro   | Ruth Jebet            | Bahrein        | 9:36.74  |                      |
| Medalha de prata  | Rosefline Chepngetich | Quênia         | 9:40.28  | Recorde pessoal      |
| Medalha de bronze | Daisy Jepkemei        | Quênia         | 9:47.65  | Recorde da temporada |
| 4                 | Buzuayehu Mohamed     | Etiópia        | 9:48.66  |                      |
| 5                 | Weynshet Ansa         | Etiópia        | 9:59.31  |                      |
| 6                 | Zulema Arenas         | Peru           | 9:59.38  |                      |
| 7                 | Rosa Flanagan         | Nova Zelândia  | 10:04.01 |                      |
| 8                 | Rosemary Mumo Katua   | Bahrein        | 10:18.01 |                      |
| 9                 | Elinor Purrier        | Estados Unidos | 10:21.59 |                      |
| 10                | Tina Donder           | Alemanha       | 10:24.04 |                      |
| 11                | Amy Eloise Neale      | Reino Unido    | 10:25.14 |                      |
| 12                | Minttu Hukka          | Finlândia      | 10:29.00 |                      |
| 13                | Stella Radford        | Austrália      | 10:31.47 |                      |
| 14                | Paula Gil             | Espanha        | 10:56.51 |                      |
| 15                | Emma Oudiou           | França         | 11:13.39 |                      |

Legenda
| Recorde mundial       | Recorde mundial (World record)               |                       | Recorde africano                      | Recorde africano (African) |                                           | Q | Classificado por posição (Qualified) |
| Recorde do campeonato | Recorde do campeonato (Championship record)  | Recorde da América    | Recorde da América (Americas)         | q                          | Classificado por melhor tempo (Qualified) |   |                                      |
| Melhor marca do ano   | Melhor marca do ano (World leading)          | Recorde asiático      | Recorde asiático (Asian)              | DNS                        | Não largou (Did not start)                |   |                                      |
| Recorde nacional      | Recorde nacional (National record)           | Recorde europeu       | Recorde europeu (European)            | DNF                        | Não terminou (Did not finish)             |   |                                      |
| Recorde pessoal       | Recorde pessoal do atleta (Personal best)    | Recorde da Oceania    | Recorde da Oceania (Oceania)          | DSQ / DQ                   | Desclassificado (Disqualified)            |   |                                      |
| Recorde da temporada  | Recorde da temporada do atleta (Season best) | Recorde sul-americano | Recorde sul-americano (South America) | NM                         | Sem marca (No mark)                       |   |                                      |